# Мария Магдалина в гроте
«Мария Магдалина в гроте» — картина французского художника Жюля Жозефа Лефевра из собрания Государственного Эрмитажа.
Изображена обнажённая рыжеволосая женщина, прикрывшая лицо рукой. Она сидит на берегу реки под обрывом, в котором виден вход в пещеру. Справа внизу помещена подпись художника: Jules Lefebvre.
По замыслу художника картина иллюстрирует эпизод, описанный в раннехристианских апокрифах, в частности «Золотой легенде» Иакова Ворагинского: после Распятия и Воскрешения Христа Мария Магдалина направилась нести христианство в Галлию, в город Массилию или в устье Роны (город Сент-Мари-де-ла-Мер). Вторая половина жизни Марии Магдалины, согласно легендам, прошла так: она удалилась в пустыню, где 30 лет предавалась строжайшей аскезе, оплакивая свои грехи. Её одежда истлела, но наготу прикрывали длинные волосы. А измождённое старое тело каждую ночь возносили на небеса ангелы, чтобы исцелять его — «Бог питает её пищей небесной, а ангелы каждый день поднимают её на небо, где она слушает пение небесных хоров „телесными ушами“».
Эта работа Лефевра является типичнейшим образчиком салонного искусства. Главный научный сотрудник Отдела западноевропейского изобразительного искусства Государственного Эрмитажа, доктор искусствоведения А. Г. Костеневич в своём очерке французского искусства XIX — начала XX века, рассказывая о салонной живописи, отметил:

Обширную рубрику в Салонах всегда составляли изображения обнажённого тела, преимущественно женского… Нимфы, вакханки, одалиски, прекрасные рабыни, купающиеся пастушки — чего тут только не было. К примеру, соблазнительная нагая дама Жюля Лефевра (1836—1912) оказывалась «Марией Магдалиной» (1876), что несомненно усиливало пикантность картины.

Картина была написана в 1876 году и сразу же была выставлена в Парижском салоне того же года, где её приобрел Александр Дюма (сын) в качестве парной к уже имевшейся в его коллекции картине Лефевра «Лежащая женщина». Вскоре после его смерти, последовавшей в конце 1895 года, картина была отправлена в Санкт-Петербург на выставку французских художников, проводившейся в пользу Красного Креста, где значилась под кратким названием «Магдалина в гроте». Там её в ноябре 1896 года выкупил император Николай II за 8400 рублей. Картина находилась в Зимнем дворце в личных покоях императора. В 1920 году зачислена в состав собрания Эрмитажа. В эрмитажном каталоге 1958 года картина по неизвестной причине названа как «Лежащая нимфа». Выставляется на четвёртом этаже здания Главного штаба в залах, посвященных Парижскому салону.

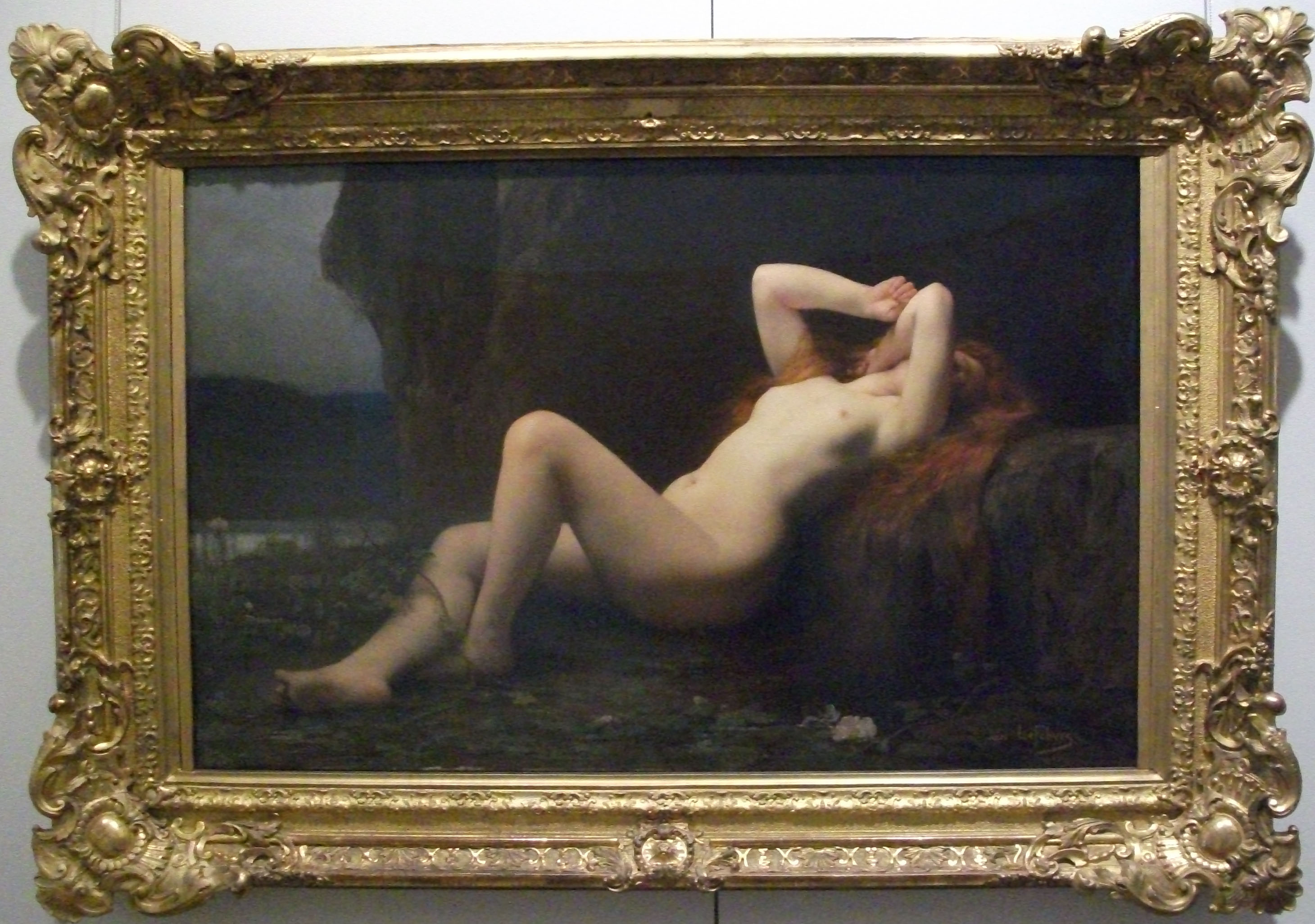
«Мария Магдалина в гроте» в раме
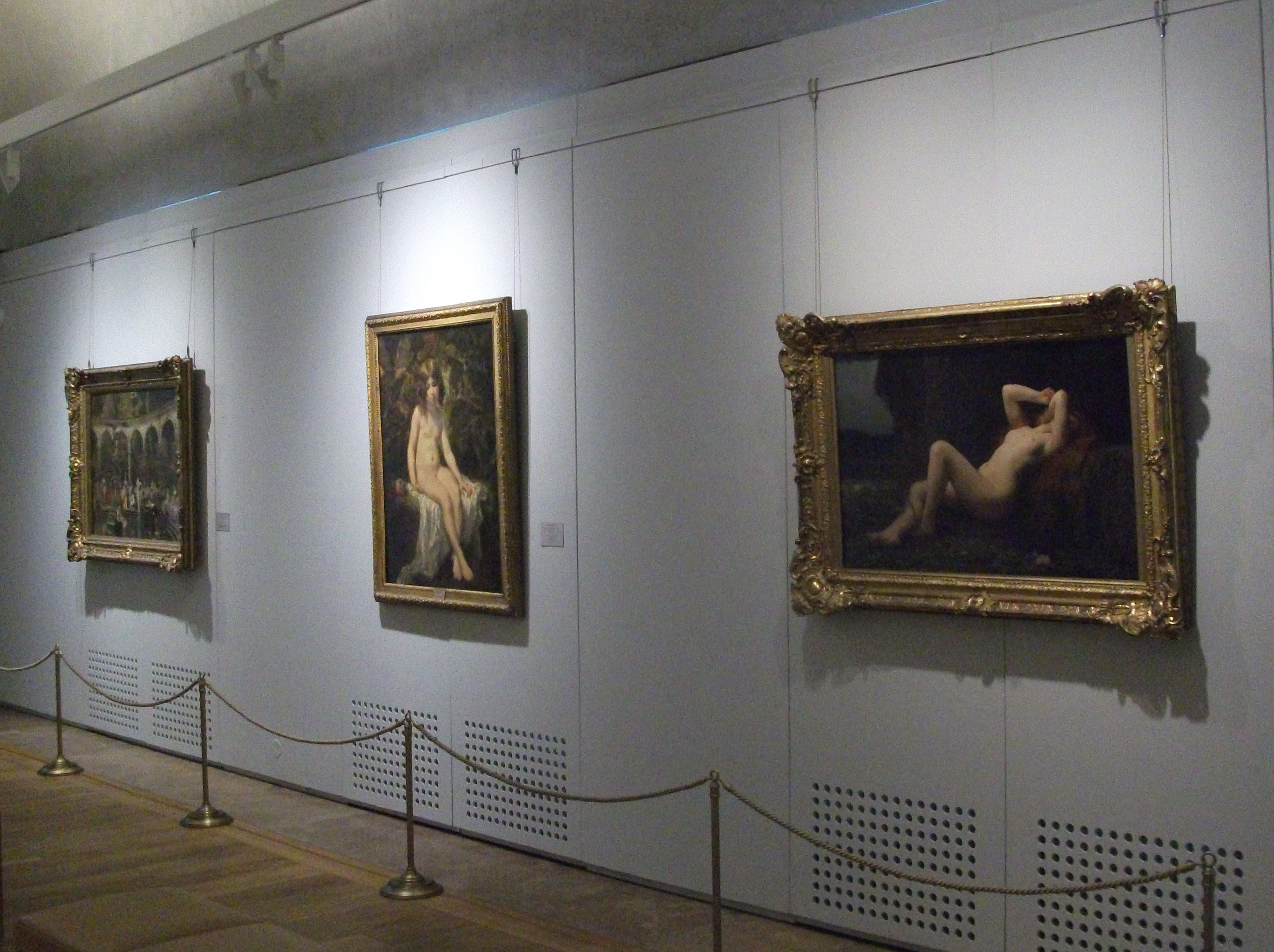
Здание Главного штаба. Зал живописи Парижского салона. XIX век. Слева направо: Ф. Фламенг «Купание придворных дам в XVIII веке», Т. Кутюр «Маленькая купальщица», Ж. Ж. Лефевр «Мария Магдалина в гроте»